# Bruttosozialprodukt (Lied)
Bruttosozialprodukt ist ein NDW-Song von Friedel Geratsch und Reinhard Baierle. Das 1978 erstmals unter dem Titel Jetzt wird wieder in die Hände gespuckt veröffentlichte Lied wurde 1982 als Debütsingle der deutschen Band Geier Sturzflug ein Nummer-eins-Hit in Deutschland, Österreich und der Schweiz. Damit gehört es zu den erfolgreichsten Stücken des Genres und blieb der größte Hit der Band. Der Liedtext wurde als satirische Kritik an der übermäßigen Fixierung auf wirtschaftliches Wachstum und Produktivität geschrieben.

## Entstehung
Jetzt wird wieder in die Hände gespuckt entstand 1977, als Friedel Geratsch mit Reinhard Baierle als Straßenmusiker-Duo Dicke Lippe unterwegs war. Eine andere Quelle nennt bereits 1972 als Entstehungsjahr.
Zum ersten Mal auf Tonträger veröffentlicht wurde der Song in einer akustischen Fassung 1978 auf dem Sampler Die Zeitungslose – Die schreckliche Zeit ... ist bald vorbei, einer Produktion des Trikont-Sublabels Unsere Stimme für die taz. Wenige Monate später erschien er als erstes Stück auf dem Dicke-Lippe-Album Jagdfieber, jetzt unter dem Titel Brutto-Sozial-Produkt. (Ebenfalls Unsere Stimme, Auflage: 1000 Stück.)

## Version von Geier Sturzflug
1982 produzierte Geratsch den Titel erneut mit seiner neuen Band Geier Sturzflug im Stil der Neuen Deutschen Welle. Diese Version erreichte in Deutschland, Österreich und der Schweiz Platz 1 der Single-Verkaufscharts. Im selben Jahr wurde das Lied in Frankreich von Nanard als PNB (Produit national brut) gecovert.
Die Plattenfirma Ariola hatte die Band wegen dieses Titels unter Vertrag genommen – er passte gut zur damaligen Wende hin zur schwarz-gelben Bundesregierung in Deutschland. Während des Wahlkampfes wurde der Titel zumeist nicht im Radio gespielt, da die Sender befürchteten, dass ihnen Stimmungsmache vorgeworfen würde. Einen Tag nach der Wahl Helmut Kohls zum Bundeskanzler trat Geier Sturzflug erstmals mit dem Stück im Fernsehen auf. Das Lied schilderte ironisch die Arbeitsmoral der Deutschen. In der Presse wurde der Song oft missverstanden, z. B. als „zynische Ballade vom deutschen Arbeitsethos“ (Vorwärts), „das neue Evangelium“ (Bunte), „Mailied, das die Gewerkschafter lieber nicht mehr mitsummen“ (Die Welt), oder „Parteitags-Song der CDU“ (Quick).
Teilweise wurde im Rundfunk eine entschärfte Version gespielt, in der es statt „Sie amputierten ihm sein letztes Bein“ beschönigend hieß: „Sie operierten ihn am rechten Bein.“ Obwohl es zu einem kleinen Skandal kam, als die Band in der ZDF-Hitparade vom 25. April 1983 im Gegensatz zur originalen Version („… und am Mittwoch kommt die Müllabfuhr und holt den ganzen Plunder …“) die alternativen Textzeile „…und am Mittwoch kommt die Müllabfuhr und holt sich einen runter …“ sang, schaffte es die Band auf Platz eins der Musiksendung sowie auf die Spitzenposition der deutschen Singlecharts.

### Chartplatzierungen
| ChartsChartplatzierungen | Höchstplatzierung | Wochen |
| ------------------------ | ----------------- | ------ |
| Deutschland (GfK)        | 1 (22 Wo.)        | 22     |
| Österreich (Ö3)          | 1 (12 Wo.)        | 12     |
| Schweiz (IFPI)           | 1 (9 Wo.)         | 9      |

| ChartsJahrescharts (1983) | Platzierung |
| ------------------------- | ----------- |
| Deutschland (GfK)         | 8           |
| Österreich (Ö3)           | 10          |
| Schweiz (IFPI)            | 13          |

### Auszeichnungen für Musikverkäufe
| Land/Region        | Auszeichnungen für Musikverkäufe (Land/Region, Auszeichnung, Verkäufe) | Verkäufe |
| ------------------ | ---------------------------------------------------------------------- | -------- |
| Deutschland (BVMI) | Gold                                                                   | 250.000  |
| Insgesamt          | 1× Gold ·                                                              | 250.000  |

## Rezeption
2024 nutzt der Web-Anbieter Jimdo eine abgewandelte Form des Liedes in mehreren Werbespots.